# Niceforoiellus assimilis
Niceforoiellus assimilis – gatunek kosarza z podrzędu Laniatores i rodziny Stygnidae. Jedyny znany przedstawiciel monotypowego rodzaju Niceforoiellus.

## Występowanie
Gatunek wykazany z Kolumbii.